# 廖苡任
廖苡任（1997年6月8日—），臺灣女子排球選手，2015年畢業於華僑高中，2019年畢業於臺灣師範大學，曾效力於企業排球聯賽臺北鯨華擔任隊長，位置為舉球員，背號12號，目前就讀於臺北市立大學競技運動訓練研究所碩士班。她是成都世大運中華台北隊的掌旗官。目前效力於日本V聯賽福岡自由快樂。

## 成長背景
當時為三峽國小排球隊教練的廖智裕老師，正是廖苡任的父親，也因著父親是國小排球教練，開啟了廖苡任的排球之路。與排球共生的日子，一路從三峽國小、鶯歌國中、華僑高中走到了現今的台灣師大，且以運動競技學系學士班成績優異學生的殊榮畢業。

## 所屬球隊得獎紀錄

### 學生聯賽
- 國中排球聯賽 98學年度 鶯歌國中女排第八名
- 國中排球聯賽 99學年度 鶯歌國中女排第七名
- 國中排球聯賽100學年度 鶯歌國中女排冠軍
- 高中排球聯賽101學年度 華僑高中女排季軍
- 高中排球聯賽102學年度 華僑高中女排亞軍
- 高中排球聯賽103學年度 華僑高中女排冠軍
- 大專排球聯賽104學年度 臺灣師大女排冠軍
- 大專排球聯賽105學年度 臺灣師大女排冠軍
- 大專排球聯賽106學年度 臺灣師大女排亞軍(因傷未上場)
- 大專排球聯賽107學年度 臺灣師大女排冠軍
- 大專排球聯賽110學年度 臺北市大女排冠軍(研究所)

### 企業排球聯賽
- 企業排球聯賽13年 例行賽中國人纖第二名
- 企業排球聯賽14年 例行賽中國人纖第二名
- 企業排球聯賽16年 例行賽臺北鯨華第三名
- 企業排球聯賽17年 例行賽臺北鯨華第二名
- 企業排球聯賽18年 例行賽臺北鯨華第一名
- 企業排球聯賽18年 臺北鯨華 總冠軍
- 企業排球聯賽19年 例行賽臺北鯨華第二名

### 國內外賽事
- 全國運動會106年 新北市女排冠軍[9]
- 全國運動會108年 新北市女排亞軍[10]
- 2019年夏季世界大學運動會第12名[11]
- 2019年FIVB挑戰者盃女子排球賽第5名[12]
- 2019年亞洲俱樂部女子排球錦標賽第6名[13]
- 2022年 PVL 菲律賓排球聯賽國際邀請賽第二名[14]
- 2022年亞洲運動會第6名[15]

## 事件
2018年1月28日於彰化師範大學舉行的企業排球聯賽，廖苡任膝蓋十字韌帶斷裂。
歷經9個月休養，廖苡任走出年初左膝十字韌帶斷裂的陰霾，並成功趕上企業排球聯賽14年開幕戰。雖然休養期間錯過了106學年度大專排球聯賽，而缺少先發舉球員的臺師大女排在本屆以亞軍坐收，但在107學年度大專排球聯賽強勢回歸，臺師大女排在決賽中以一局未失的佳績重返冠軍寶座。

## 演出作品

### 主持節目
| 年份      | 名稱         | 備註                                                                         |
| 2022-2023 | 《STRIKE！》 | 懿想天開分支節目，與籃籃、曲羿、林馨共同主持。                               |
| 2023      | 《懿想天開》 | 與李懿、陳詩雅、巫苡萱、倪暄、籃籃、曲羿、雅涵、林襄、林馨、冼迪琦共同主持。 |

### 電視節目
| 年份 | 名稱             | 電視台              | 備註 |
| 2023 | 《炸裂吧！女孩》 | 三立都會台、Youtube | 無   |

## 外部連結
- 廖苡任的Instagram帳戶
- 臺北鯨華女子排球隊 （页面存档备份，存于）